# Mercedes Ruehl

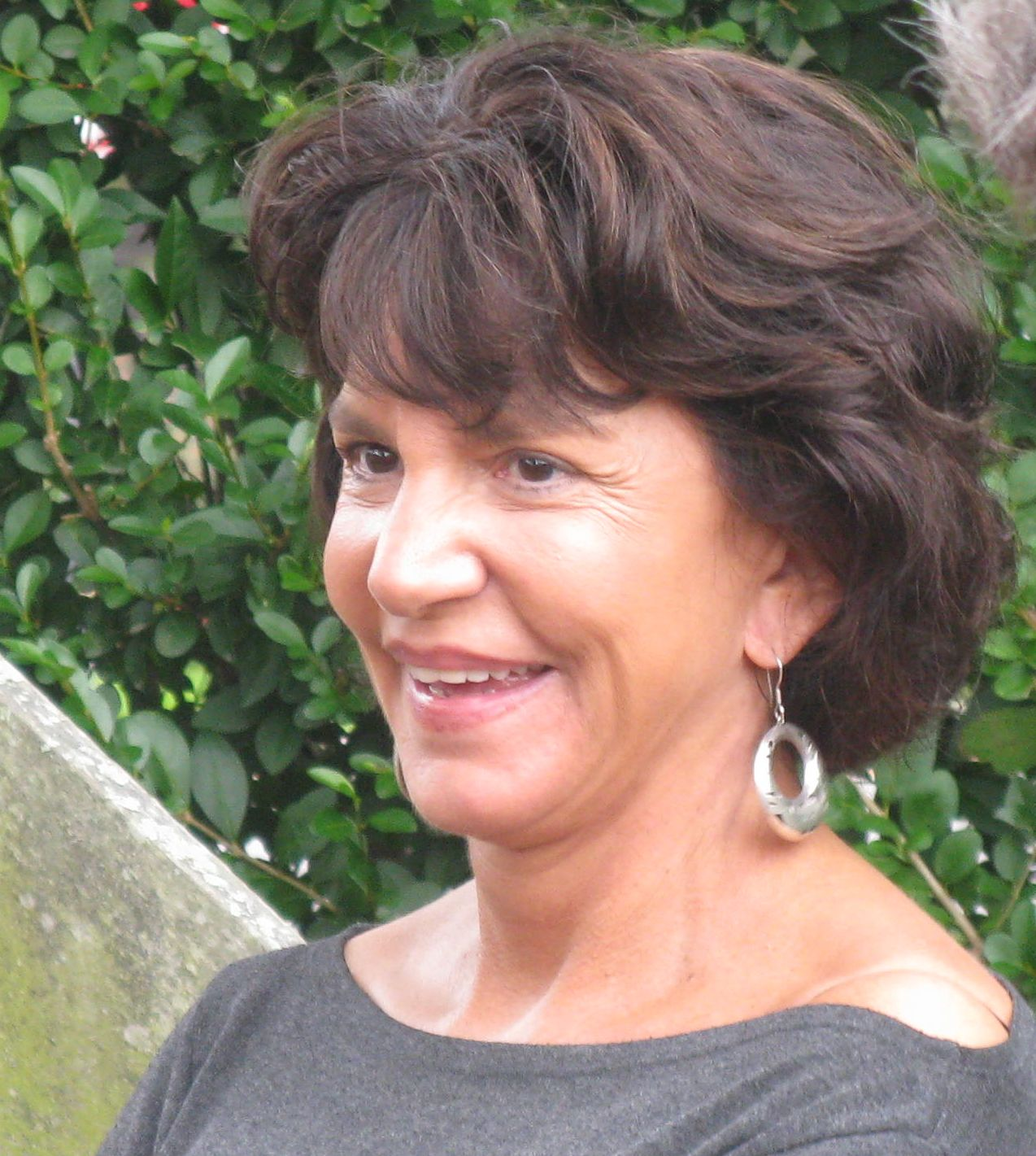
Mercedes Ruehl (2009)

Mercedes J. Ruehl (* 28. Februar 1948 in Queens, New York City, New York) ist eine US-amerikanische Schauspielerin.

## Leben
Mercedes Ruehl wurde 1991 mit dem Oscar als beste Nebendarstellerin und einem Golden Globe für ihre Rolle in König der Fischer und dem Tony Award als beste Schauspielerin für ihre Rolle in Lost in Yonkers ausgezeichnet.
Sie machte 1969 einen Universitätsabschluss in englischer Literatur in New Rochelle und heiratete im selben Jahr den Politiker und Industriellen Ed Ruehl, wurde aber im Dezember 2002 geschieden. Ruehl ist verheiratet mit dem Maler David Geiser und wurde mehrmals Mutter.

## Filmografie (Auswahl)
- 1976: Dona Flor und ihre zwei Ehemänner (Dona Flor e Seus Dois Maridos)
- 1979: Die Warriors (The Warriors)
- 1986: Sodbrennen (Heartburn)
- 1987: Das Geheimnis meines Erfolges (The Secret of My Success)
- 1987: Zwischen den Zeilen (84 Charing Cross Road)
- 1987: Radio Days
- 1988: Die Mafiosi-Braut (Married to the Mob)
- 1988: Big
- 1989: Verbrechen und andere Kleinigkeiten (Crimes and Misdemeanors)
- 1989: Nichts ist irrer als die Wahrheit (Crazy People)
- 1989: Großstadtsklaven (Slaves of New York)
- 1991: König der Fischer (The Fisher King)
- 1991: Das andere Ich (Another You)
- 1993: Last Action Hero
- 1993: Trouble in Yonkers (Lost in Yonkers)
- 1995: Frasier (Fernsehserie, fünf Folgen)
- 1997: New York Subway – Du weißt nie, wen du triffst! (SUBWAYStories: Tales from the Underground, Fernsehfilm)
- 1997: Rosanna’s letzter Wille (Roseanna’s Grave)
- 1997: North Shore Fish (Fernsehfilm)
- 1998: Gia – Preis der Schönheit (Gia, Fernsehfilm)
- 1999: The Minus Man
- 1999: Blutige Millionenjagd (More Dogs than Bones)
- 2000: What’s Cooking?
- 2000: Mary Kay Letourneau – Eine verbotene Liebe (The Mary Kay Letourneau Story: All-American Girl, Fernsehfilm)
- 2000: Ein Strauß Schwestern (The Amati Girls)
- 2000: Rebecca – Eine Frau auf der Suche nach sich selbst (The Lost Child, Fernsehfilm)
- 2001: Widows (Fernseh-Miniserie)
- 2001: Schuldlos verurteilt (Guilt by Association, Fernsehfilm)
- 2004: Bad Apple (Fernsehfilm)
- 2005: Mom at Sixteen (Fernsehfilm)
- 2006: A Girl Like Me: The Gwen Araujo Story (Fernsehfilm)
- 2016: 2 Broke Girls (Fernsehserie, eine Folge)
- 2017: Navy CIS (Fernsehserie, eine Folge)
- 2019: Hustlers
- 2023: The Nana Project

## Theater
- 1985: I’m Not Rappaport
- 1989: Other People’s Money
- 1991: Lost in Yonkers Bella
- 1994: The Shadow Box
- 1995: The Rose Tattoo Serafina Delle Rose
- 2002: The Goat, or Who Is Sylvia?
- 2005: Woman Before a Glass
- 2009: The American Plan[1]